# Gari edentula
Gari edentula är en musselart som först beskrevs av William More Gabb 1869.  Gari edentula ingår i släktet Gari och familjen Psammobiidae. Inga underarter finns listade i Catalogue of Life.